# دوميجي دي كادوري
دوميجي دي كادوري (بالإيطالية: Domegge di Cadore)‏ هي بلدية في مقاطعة بلونة في منطقة فنيتة الإيطالية، وتقع على بعد 120 كيلومترًا (75 ميلًا) شمال مدينة البندقية و40 كيلومترًا (25 ميلًا) شمال شرق بلونة.